# Хеппенинг
Хе́ппенинг (или хэ́ппенинг, англ. happening) — форма современного искусства, представляющая собой действия, события или ситуации, происходящие при участии художника, но не контролируемые им полностью.
Хеппенинг обычно включает в себя импровизацию и не имеет, в отличие от перформанса, чёткого сценария. Одна из задач хеппенинга — преодоление границ между художником и зрителем. Основоположником хеппенинга как представления с элементами случайности является Джон Кейдж, который осуществил первый хеппенинг в 1952 году. В соответствии с его представлениями о значении случая в художественном творчестве, хеппенинги иногда называют «спонтанными бессюжетными театральными событиями». Термин в 1958 году был предложен Алланом Капроу, учеником Кейджа. Капроу отказывался от традиционных принципов художественного мастерства и постоянства в искусстве. В США к числу художников, развивавших искусство хеппенинга в период его становления, помимо Кейджа и Капроу относятся Джим Дайн, Клас Ольденбург, Роберт Раушенберг, Рой Лихтенштейн. Идея хеппенинга связана с принципом зрительского участия, часто подразумевает постановочные демонстрации в целях социально-политической пропаганды, как многие из работ Йозефа Бойса, или с целью шокировать общественную мораль. В 1959 году театр «Рубен-Гэллери» поставил пьесу 18 хэппенингов в шести частях (18 Happenings in 6 parts), придуманную Алланом Капроу. Зрители могли приобщиться к происходившему прямо в зале, выпив бокал вина вместе с героями. Хеппенинги стали известны с начала 1960-х годов. На 1960-е годы пришёлся их расцвет (преимущественно в США). Одним из известных современных видов регулярных хеппенингов в России являлась Монстрация. Одним из известных устроителей хеппенингов в Европе является французский художник Жан-Жак Лебель.

## Происхождение
Термин «хеппенинг» был впервые употреблён Алланом Капроу весной 1959 года на арт-пикнике, организованном Джорджем Сигалом для описания поставленного там действа. Первое печатное употребление этого термина было зафиксировано в знаменитом эссе Капроу «Наследие Джексона Поллока», опубликованного в 1958 году, но написанного в 1956 году. Слово «хеппенинг» также появилось в одном из выпусков литературного журнала Anthologist Ратгерского университета. Термин был позаимствован художниками из США, Германии и Японии и начал активно ими употребляться.
Обычно хеппенинги достаточно трудно описать, во многом потому, что каждый из них уникален и не может быть воспроизведён в первозданном виде. Одно из определений хеппенинга было дано Ноем Уордрип-Фруином и Ником Монфором в The New Media Reader: «Термин „хеппенинг“ использовался для описания ряда перформансов и мероприятий, организованных Алланом Капроу и другими художниками в промежутке между 1950-ми и 1960-ми годами, включающими в себя ряд театральных элементов, имевших тщательно прописанный сценарий и предполагавших ограниченное участие зрителей». Другое определение обозначает хеппенинг как «тщательно продуманную форму театрального искусства, в которой различные алогические элементы, включающие несвязанные между собой элементы представления, образуют целостную структуру». Однако канадский театральный критик и драматург Гэри Боттинг, сам являющийся автором нескольких хеппенингов, написал в 1972 году: «хеппенинги отвергли матрицу сюжета и фабулы ради полноценной комплексной матрицы случайности и события».
Капроу был студентом Джона Кейджа, который с 1952 года экспериментировал с «музыкальными хеппенингами» в Блэк Маунтин Колледж. Капроу объединял театральное и визуальное искусство с диссонирующей музыкой. «Его хеппенинги подразумевали использование больших конструкций или скульптур, схожих с теми, которые предлагал Арто», — пишет Боттинг, сравнивавший эти хеппенинги с «непостоянным искусством» дадаистов, — «Хеппенинг исследует отрицательное пространство таким же образом, как Кейдж исследует тишину. Это символическая форма, состоящая из сиюминутных действий, навеянных жизнью фантазий или организованной структуры событий, основывающихся на архетипических символических ассоциациях». Один и тот же хеппенинг будет иметь разный смысл и результат в зависимости от реакции аудитории. 
Хеппенинги могут быть формой нового медийного искусства, подчёркивающих взаимодействие между исполнителем и аудиторией. Идея хеппенинга заключалась в том, чтобы сломать «четвёртую стену» между зрителем и исполнителем. Изменение статуса зрителя на статус участника вело к тому, что объективное наблюдение со стороны превращалось в субъективную поддержку. В некоторых хеппенингах каждый присутствующий участвует в создании акта искусства, и даже сама форма хеппенинга устанавливается при участии аудитории, поскольку она является определяющим фактором и движущей силой хеппенинга.
Более поздние хеппенинги не имели чётко прописанных правил, только общие наброски сюжетных линий, которым следовали исполнители, подстраиваясь под сиюминутные реалии. В отличие от других форм искусства, хеппенинги включают в себя случайность как необходимый элемент, поэтому они постоянно находятся в процессе изменения. Когда процесс развития представления определяет случай, его не может постигнуть неудача. Как писал Капроу в эссе «Хеппенинги на Нью-Йоркской сцене», «зрители хеппенига никогда не уверены в том, что именно перед ними только что происходило, когда закончилось, и даже не могут определить, идёт ли действо по плану».